# Scharfer Braun-Täubling
Der Scharfe Braun-Täubling (Russula adulterina; Syn.: Russula piceetorum) ist ein Pilz aus der Familie der Täublingsverwandten. Der braunhütige und scharfschmeckende Täubling mit dem dottergelben Sporenpulver ähnelt sowohl dem Braunen Ledertäubling als auch dem Heimtückischen Täubling. Man kann den recht seltenen Mykorrhizapilz in kalkreichen Gebirgsnadelwäldern unter Tannen und Fichten finden. Die Art ist unter Täublingsexperten nicht unumstritten, da der Täubling nur schwer von ähnlichen Arten abgegrenzt werden kann und er zudem von verschiedenen Autoren unterschiedlich interpretiert wird.

## Merkmale

### Makroskopische Merkmale
Der Hut ist (7) 8–10 (–12) breit, zuerst gewölbt, später ausgebreitet und ähnlich wie der Braune Ledertäubling gefärbt. Die Farbpalette reicht von ocker bis (rötlich) braun. Die Mitte ist meist heller und kann auch mehr oder weniger ocker oder grünlich verfärbt sein. Der Rand ist lange Zeit glatt und erst im Alter höckrig gefurcht. Die Huthaut ist bei feuchter Witterung sehr schmierig und aufgequollen und lässt sich etwa bis zur Hälfte abziehen.
Die 7–12 mm hohen Lamellen stehen leicht entfernt. Sie sind stumpf und am Stiel mehr oder weniger angeheftet. Die jungen Lamellen sind cremeweißlich und verfärben sich später ockergelb. Das Sporenpulver ist dottergelb (IVe nach Romagnesi) gefärbt.
Der glänzende, weiße und niemals rot überlaufene Stiel ist 5–10 (–12) cm lang und 2–3 cm dick. Er ist jung relativ fest und voll, doch schon bald schwammig bis hohl. Im Alter wird der Stiel auch gelbgrau oder schwach bräunlich.
Das Fleisch ist trüb weiß oder bräunlich grau gefärbt und schmeckt zunehmend brennend scharf, wenn auch nicht ganz so scharf wie beim Heimtückischen Täubling. Der Geruch ist schwach fruchtig oder fehlt ganz, der Täubling riecht aber niemals nach Zedernholz. Die Guajakreaktion ist sehr stark ausgeprägt.

### Mikroskopische Merkmale
Die ziemlich heterogenen Sporen sind (7,5) 8–11 (–15) µm lang und 7–9,2 (–11,5) µm breit und mit starken, isoliert stehenden, 1,5 (–2) µm langen Dornen besetzt. Die zahlreichen Pleurozystiden sind oben zugespitzt oder konisch und ragen auffallend weit aus dem Gewebeverband heraus. Sie messen 100–130 × 10–15 (–18) µm und lassen sich mit Sulfovanillin unterschiedlich gut anfärben. Die Basidien tragen je vier Sterigmen und sind 52–60 µm lang und 13,2–16,5 µm breit.
Die Pileozystiden sind 5,6–11,5 µm breit, meist 1–2-fach septiert und tragen manchmal eine kürzere Endzelle. Ihre Sulfovanillinreaktion ist variabel oder schwach. Die Hyphenendzellen verschmälert, etwa 2,5–3,5 µm breit und teilweise verzweigt.

## Artabgrenzung
- Der Braune Ledertäubling (Russula integra) sieht makroskopisch sehr ähnlich aus, lässt sich aber mit einer Geschmacksprobe leicht identifizieren.
- Ebenfalls ähnlich ist der Heimtückische Täubling (Russula badia). Sein Stiel oder die Lamellenschneiden sind oftmals rötlich überlaufen. Er schmeckt im ersten Augenblick mild und erst nach etwa einer Minute brennend scharf. Außerdem riecht er nach Zedernholz.
- Der Scharfe Glanz-Täubling (Russula firmula) ist nur sehr schwer zu unterscheiden. Er kommt ebenfalls in Gebirgsnadelwäldern vor, ist aber in der Regel etwas kleiner. Sein Hut ist nur selten über 7 cm breit. Seine gleichfalls heterogenen Sporen sind zumindest statistisch gesehen etwas kleiner.
- Eine weitere ähnliche Art ist Grüne Dotter-Täubling (Russula urens), der heute meist nur noch als Varietät des Purpurbraunen Dotter-Täublings angesehen wird. Er hat einen von Anfang an deutlich gerieften Hutrand und kommt normalerweise unter Laubbäumen vor. Seine Hyphen-Endzellen sind mehr oder weniger ausgesackt oder knotig.
- Als letzte Art ist noch der Riesenspor-Täubling (Russula gigasperma) zu nennen, der in Laubwäldern vorkommt und nach Zedernholz riecht. Auch hier ist der Hutrand von Anfang an gerieft oder gefurcht.

## Ökologie
Der Scharfe Braun-Täubling ist wie alle Täublinge ein Mykorrhizapilz, der vorwiegend mit Fichten, aber auch mit Tannen eine symbiontische Partnerschaft eingeht.
Man findet den Täubling in artenreichen Bergmischwäldern, wie Rotbuchen-Fichten-Tannen- oder Labkraut-Tannenwäldern und den entsprechenden Fichtenforsten, aber auch in Waldmeister-Rotbuchenwäldern mit eingestreuten Fichten und Tannen. Der Boden sollte kalkreich und neutral bis alkalisch, aber nährstoffarm und frisch bis sickerfeucht sein.
Die Fruchtkörper erscheinen von Ende Juli bis Mitte Oktober im Berg- und höheren Hügelland.

## Verbreitung

Europäische Länder mit Fundnachweisen des Scharfen Braun-Täublings.
Legende:
Länder mit Fundmeldungen
Länder ohne Nachweise
keine Daten
außereuropäische Länder

Der Scharfe Braun-Täubling ist eine seltene, vorwiegend europäische Art. Es gibt aber auch Nachweise aus den USA. Als typische Art der Gebirgsnadelwälder ist der Täubling in den Beneluxstaaten extrem selten, in den Niederlanden wurde die Art seit 1990 nicht mehr nachgewiesen. Aus Großbritannien gibt es einen Nachweis aus Nordirland. In Polen wurde er mehrfach als Russula piceetorum nachgewiesen, einen Fundnachweis gibt es zum Beispiel aus dem Heiligkreuzgebirge.

## Systematik

### Infragenerische Systematik
Der Scharfe Braun-Täubling wird von Bon in die Untersektion Cupreinae (Urentinae nach Romagnesi) gestellt. Es ist eine Untersektion, die innerhalb der Sektion Insidiosinae (Subgenus Insidiosula) steht. Sie enthält meist kleine bis mittelgroße, mehr oder weniger scharf schmeckende Täublinge. Die Hüte sind farblich sehr variabel und am Rand meist deutlich gerieft. Das Sporenpulver ist intensiv gelb gefärbt. Nach r-DNA-Analysen ist die Art nahe mit dem Purpurbraunen Dotter-Täubling verwandt.

### Unterarten und Varietäten
- Russula adulterina var. frondosae  J. Blum 1953

## Bedeutung
Die Art ist wie alle scharf-schmeckenden Täublinge ungenießbar.